# Ferdinand Bracke
Ferdinand Bracke (Hamme, 25 de mayo de 1939) es un deportista belga que compitió en ciclismo en las modalidades de pista y ruta.
Su mayor logro en carretera fue el triunfo en la clasificación general de la Vuelta a España 1971, por delante de su compatriota Wilfried David y el español Luis Ocaña. Además, obtuvo dos victorias de etapa en el Tour de Francia.
Ganó siete medallas en el Campeonato Mundial de Ciclismo en Pista entre los años 1964 y 1974, todas en la prueba de persecución individual.
También en pista logró batir el récord de la hora, el 30 de octubre de 1967 en Roma, al recorrer 48,093 km, superando así el récord que el francés Roger Rivière había establecido en 1958.

## Medallero internacional
| Campeonato Mundial | Campeonato Mundial     | Campeonato Mundial | Campeonato Mundial         |
| Año                | Lugar                  | Medalla            | Competición                |
| ------------------ | ---------------------- | ------------------ | -------------------------- |
| 1964               | París (Francia)        | Medalla de oro     | Persecución individual (P) |
| 1965               | San Sebastián (España) | Medalla de plata   | Persecución individual (P) |
| 1966               | Fráncfort (RFA)        | Medalla de plata   | Persecución individual (P) |
| 1969               | Amberes (Bélgica)      | Medalla de oro     | Persecución individual (P) |
| 1972               | Marsella (Francia)     | Medalla de plata   | Persecución individual (P) |
| 1973               | San Sebastián (España) | Medalla de bronce  | Persecución individual (P) |
| 1974               | Montreal (Canadá)      | Medalla de plata   | Persecución individual (P) |

## Palmarés

### Ruta
| 1962 - Gran Premio de las Naciones 1964 - Gran Premio de Lugano (contrarreloj) 1966 - 1 etapa del Tour de Francia - Trofeo Baracchi (con Eddy Merckx) 1967 - 1 etapa del Tour de Francia - Récord de la hora - Trofeo Baracchi (con Eddy Merckx) 1968 - 2.º en el Campeonato de Bélgica de Ciclismo en Ruta - Gran Premio de Baden-Baden (con Vittorio Adorni) - 1 etapa en la París-Niza | 1970 - G.P. de Wallonie 1971 - Vuelta a España - Flèche Hesbignonne 1973 - G.P. Pino Cerami 1974 - Gran Premio de Mónaco 1978 - 1 etapa de la París-Niza |

### Pista
| 1964 - Campeonato Mundial Persecución 1965 - 2.º en el Campeonato del Mundo de Persecución - Campeonato de Bélgica en persecución - 3.º en el Campeonato de Europa de Ómnium 1966 - 2.º en el Campeonato del Mundo de Persecución 1967 - Campeonato de Bélgica en persecución - Seis días de Charleroi (con Patrick Sercu) 1968 - Seis días de Charleroi (con Eddy Merckx) | 1969 - Campeonato Mundial Persecución 1972 - 2.º en el Campeonato del Mundo de Persecución - Campeonato de Bélgica en persecución - Campeonato de Bélgica tras moto 1973 - 3.º en el Campeonato del Mundo de Persecución - 3.º en el Campeonato Europeo de Derny - Campeonato de Bélgica en persecución - Seis días de Montreal (con Robert Van Lancker) 1974 - 2.º en el Campeonato del Mundo de Persecución |

## Resultados en Grandes Vueltas y Campeonato del Mundo
| Carrera         | 1962 | 1963 | 1964 | 1965 | 1966 | 1967 | 1968 | 1969 | 1970 | 1971 | 1972 | 1973 | 1974 | 1975 | 1976 | 1977 | 1978 |
| --------------- | ---- | ---- | ---- | ---- | ---- | ---- | ---- | ---- | ---- | ---- | ---- | ---- | ---- | ---- | ---- | ---- | ---- |
| Giro de Italia  | -    | -    | -    | -    | -    | 39.º | -    | -    | -    | -    | -    | -    | -    | -    | -    | -    | -    |
| Tour de Francia | -    | 21.º | Ab.  | Ab.  | 32.º | -    | 3.º  | 57.º | -    | 58.º | -    | -    | -    | -    | 77.º | F.c. | -    |
| Vuelta a España | -    | -    | -    | -    | -    | -    | -    | -    | -    | 1.º  | -    | 54.º | -    | -    | -    | -    | -    |

## Equipos
- Peugeot-BP (1962-1973)
- Watney-Maes (1974)
- Ti-Raleigh (1975)
- Lejeune-BP (1976-1977)
- Old Lords-Splendor (1978)